# Гончаров, Сергей Васильевич
Сергей Васильевич Гончаров (укр. Сергій Васильович Гончаров; род. 2 декабря 1958, село Трёхизбенка, Луганская область) — украинский политик, народный депутат Украины 7-го созыва (12 декабря 2012 — 27 ноября 2014).

## Биография
Сергей Гончаров родился в семье колхозников. Мать — передовая доярка, орденоносец.
По окончании в 1976 году Трехизбенской средней школы продолжил обучение в Ворошиловградском сельскохозяйственном институте по специальности «Механизация сельского хозяйства».
В 1981 году окончил Ворошиловградский сельскохозяйственный институт. С. В. Гончаров семь лет руководил колхозом на Белокуракинщине. Более десяти лет возглавляет районное управление труда и социальной защиты населения. Дважды по мажоритарной системе избирался депутатом областного Совета Луганской области.
Член ЦК КПУ. Окончил Высшую партийную школу в Киеве. Во время парламентских выборов в 2006 был кандидатом в народные депутаты Украины от КПУ, N 240 в списке. В 2012 году на момент избрания народным депутатом Украины 7-го созыва: начальник управления труда и социальной защиты населения Белокуракинской районной государственной администрации, проживает в пгт Белокуракино Луганской области.

## Парламентская деятельность
В Верховной Раде Украины занимал должность Председатель подкомитета по вопросам планирования и застройки территорий и земельных отношений (в пределах территорий застройки) Комитета Верховной Рады Украины по вопросам строительства, градостроительства и жилищно-коммунального хозяйства и региональной политики. С 2013 года член Постоянной делегации в Парламентском измерении Центральноевропейской инициативы, член группы по межпарламентским связям с Российской Федерацией, член группы по межпарламентским связям с Азербайджанской Республикой, член группы по межпарламентским связям с Китайской Народной Республикой, член группы по межпарламентским связям с Королевством Таиланд. С 12 декабря 2012 по 1 июля 2014 года член фракции «Коммунистическая партия Украины». С 2 июля 2014 по 27 ноября 2014 года член депутатской группы «За мир и стабильность». За период своей работы в Верховной Раде активно отстаивал позицию жителей Луганщины, подано 8 депутатских запросов и все 8 были успешно рассмотрены. Гончаров Сергей Васильевич — инициативный законотворец, разработано и подано 11 законопроектов. Активно выступал из парламентской трибуны Верховной Рады Украины.  

## Семья
Сергей Гончаров женат, имеет два сына.